# Жемчужный сахар
Жемчужный сахар — пищевой продукт, получаемый из белого сахара-рафинада. Жемчужный сахар очень крупный, твердый, непрозрачно-белый и не плавится при температурах, обычно используемых для выпечки десертов.
Жемчужный сахар обычно получают путем измельчения блоков белого сахара с последующим просеиванием для получения фрагментов заданного диаметра. Сахар также может быть получен в фабричных условиях методом экструзии.
Жемчужный сахар пользуется широкой популярность во Франции, Германии и Скандинавии. Множество разновидностей местной выпечки, включая булочки с корицей и бриоши, нередко посыпают жемчужным сахаром, который сохраняет свою форму во время выпечки и сообщает изделию эстетическую привлекательность и сахаристый вкус.
В Бельгии жемчужный сахар является обязательным ингредиентом льежских вафель. Сахарные жемчужины, запечённые внутри вафель, считаются их фирменной особенностью.
В Италии жемчужным сахаром украшают пасхальные кексы, тогда как в более северных странах — рождественские.